# Ermida de São Sebastião (Castro Verde)
A Ermida de São Sebastião é um monumento na vila de Castro Verde, na região do Baixo Alentejo, em Portugal.

## Descrição
A ermida está situada no Rossio do Santo, junto à vila de Castro Verde, onde é organizada a feira anual de São Sebastião, igualmente conhecida como Pau Roxo. A feira de S. Sebastião é considerada um dos últimos eventos deste tipo de tradição medieval, sendo conhecida principalmente devido a um dos seus produtos, a cenoura roxa, igualmente denominada de pau-roxo.
O edifício é identificado como um exemplo da arquitectura religiosa típica do Alentejo, sendo de reduzidas dimensões e uma aparência sóbria. Tem uma planta de forma rectangular, sem anexos. A frente do edifício é rasgada por um portal de verga recta ornado por um friso e cornija, sobreposto por um óculo, sendo a fachada rematada por uma empena, onde se ergue, do lado esquerdo, um campanário setecentista, no estilo Barroco. O interior, com cobertura em abóbada de berço, está organizado numa só nave, separada por um arco triunfal da capela-mor. Destacam-se uma pia de água benta e as pinturas murais, igualmente barrocas. Originalmente o edifício tinha um retábulo com talha dourada e policromada, em mau estado de conservação, que foi preservado na Basílica Real, em conjunto com as pinturas que estavam na capela-mor.

## História
A maior parte das fontes apontam a construção da ermida no século XVI, mas os registos das Visitações da Ordem de Santiago ao termo de Castro Verde indicam que o edifício estava em más condições de conservação em 1510, pelo que poderá ter sido construído durante a segunda metade do século XV. Estes documentos descrevem o imóvel como sendo em pedra e barro e coberta por telha vã, possuindo no interior um altar de taipa com uma estátua de São Sebastião em madeira. Os registos das visitações de 1565 alertam que o edifício tinha-se degradado consideravelmente, e que tinham sido pedidos trabalhos de restauro na cobertura e nas paredes, e a reconstrução do retábulo, com uma nova imagem. Nas Memórias Paroquiais de 1758 não se faz mênção às condições do edifício, embora se refira que era mantido pelas esmolas dos habitantes. O campanário e as pinturas murais no interior deverão ter sido obra da segunda metade do século XVIII.
Na década de 1980, a paróquia fez obras de restauro na ermida.